# Peggy Brown
Peggy Brown – siódmy singel w dorobku Myslovitz (trzeci z albumu Sun Machine), zawierający jeden z największych przebojów tej grupy.

## Lista utworów
| 1. | „Peggy Brown”                                                                    | 3:32  |
|    | tekst: Turlough O’Carolan w przekładzie Ernesta Brylla, muzyka: Marek Jałowiecki |       |
|    |                                                                                  | 03:32 |
|    |                                                                                  |       |
Utwór „Peggy Brown” do muzyki Janusza Kruka pojawił się już w 1979 roku na płycie „Irlandzki tancerz” zespołu 2+1.